# 14 mai 1992
Le jeudi 14 mai 1992 est le 135e jour de l'année 1992.

## Naissances
- Louis Moult, footballeur anglais
- Yann-Erik de Lanlay, footballeur international norvégien
- Bilal Achelhi, nageur marocain
- Nouha Dicko, footballeur international malien
- Viacheslav Andrusenko, nageur russe spécialiste des épreuves de nage libre
- Laya Lewis, actrice britannique
- Hanna Skydan, athlète ukrainienne
- Bartosz Łosiak, joueur de beach-volley polonais

## Décès
- Robert Howie (né le 11 juin 1898), joueur de rugby à XV écossais
- Nie Rongzhen (né le 29 décembre 1899), dirigeant militaire communiste chinois
- McLaren Stewart (né le 29 avril 1909), artiste Disney
- Aleksandr Bondar (né le 2 septembre 1922), aviateur soviétique
- Émile Carrara (né le 11 janvier 1925), coureur cycliste français

## Autres événements
- Projection au festival de Cannes du film Visions of Light
- à Gossi, 12 Touaregs qui travaillaient pour une ONG norvégienne, sont tués par des gendarmes maliens[1].
- Changement de gouvernement en Slovénie : Janez Drnovšek remplace  Alojz Peterle